# Мас Конде, Сальвадор
Сальвадор Мас Конде (исп. Salvador Mas Conde; род. 27 февраля 1951, Барселона) — испанский дирижёр.
В 1959—1965 гг. учился в музыкальной школе «Escolania de Montserrat» при монастыре Монсеррат и пел в известном хоре мальчиков этой школы. В 1965—1974 гг. учился в Барселонской консерватории, затем на протяжении трёх лет совершенствовал своё мастерство в Венской академии музыки у Ханса Сваровски и Гюнтера Тойринга; в этот же период прошёл мастер-классы Бруно Мадерны в Зальцбурге и Франко Феррары в Сиене.
В 1977 г. начал свою дирижёрскую карьеру в оперном театре Майнца, после чего в 1978—1981 гг. возглавлял Городской оркестр Барселоны, а затем в 1983—1985 гг. хор «Каталанский Орфей» (кат. Orfeó Català). Затем Мас Конде работал преимущественно за пределами Испании: в 1985—1991 гг. он был главным дирижёром Вюртембергского филармонического оркестра, в 1988—1994 гг. — Лимбургского симфонического оркестра, в 1993—1999 гг. — Дюссельдорфского симфонического оркестра, с 1999 г. возглавлял Израильский камерный оркестр. В мае 2008 г., однако, после более чем 20-летнего перерыва Мас Конде вновь занял официальный пост в своей родной стране, встав у руля Городского оркестра Гранады.
Одновременно Мас Конде ведёт педагогическую деятельность. Он преподавал в Барселонской консерватории, в 2005—2006 гг. был директором Высшей музыкальной школы Каталонии. Наиболее известна его многолетняя работа в Вене в качестве руководителя Венских мастер-классов (нем. Wiener Meisterkurse) — преемника Ганса Сваровского.